# Али Сами Ен
Али Сами Ен (тур. Ali Sami Yen; 20 мая 1886, Стамбул — 29 июля 1951, Стамбул) — турецкий футболист албанского происхождения, основатель спортивного клуба «Галатасарай». После введения в Турции фамилий он взял себе фамилию Ен, что переводится с турецкого как победить. До этого он был известен как Али Сами Фрашери (алб. Ali Sami Frashëri).

## Биография
Али Сами Ен родился в квартале Кандилли, в стамбульском районе Ускюдар. Он был сыном Сами Фрашери, одного из самых известных албанских писателей, философов и драматургов. В отличие от своего отца Али Сами идентифицировал себя только как турка. 

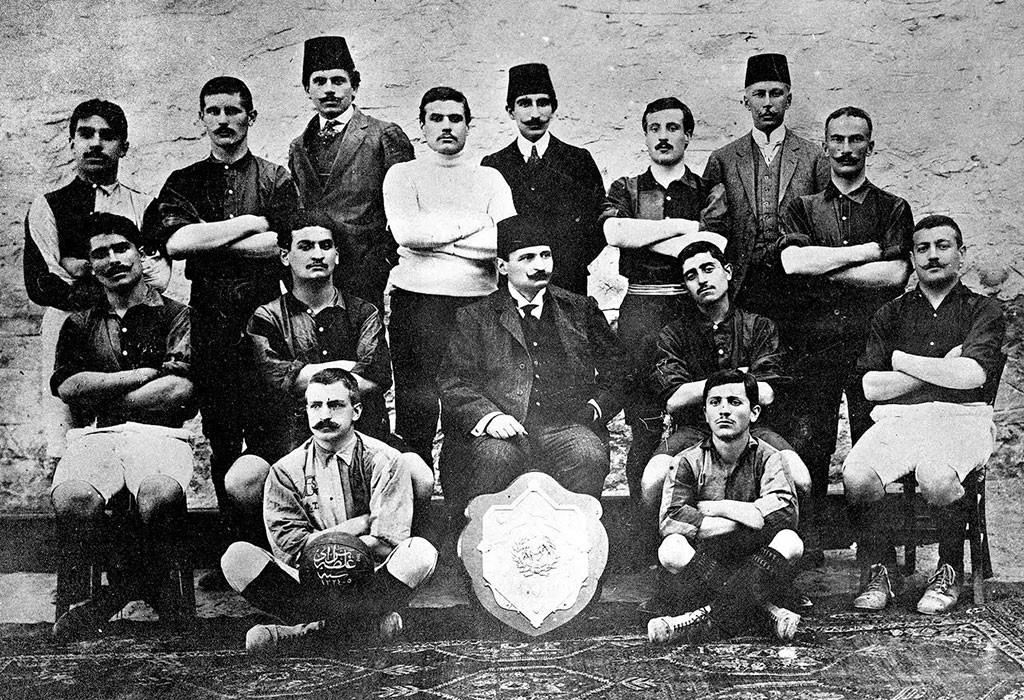
«Галатасарай» — победитель Стамбульской футбольной лиги 1908/09.
Стоят: Аднан, Мило Бакич, Али Сами (основатель), Ахмет Робенсон, Асым Тевфик, Эмин Бюлент, Хамит, Фуат.

Али Сами был студентом престижного Галатасарайского лицея, расположенного в Стамбуле. В октябре 1905 года он решил с некоторыми из своих собратьев создать футбольный клуб. Первоначально заявленная цель по его словам состояла в том, чтобы «играть вместе, как англичане, иметь цвет и название, а также бить другие не турецкие команды».
Али Сами выбрал жёлто-красные цвета для своего клуба, сравнивая их с огнём, который будет вести команду от одной победе к другой.
В 1905 году, в эпоху Османской империи, не было законов для ассоциаций, поэтому клуб не мог быть официально зарегистрирован. После выхода Закона об ассоциации 1912 года «Галатасарай» был зарегистрирован на законных основаниях. 
Али Сами стал первым президентом «Галатасарая», занимая эту должность в течение 13 лет (с 1905 по 1918 год) и недолгое время в 1925 году. Помимо создания «Галатасарая» он также внёс и другой крупный вклад в развитие турецкого спорта. С 1926 по 1931 год Али Сами был президентом Олимпийского комитета Турции. Также он тренировал сборную Турции в её первом международном матче в 1923 году против команды Румынии. 
Али Сами Ен умер в 1951 году и был похоронен на стамбульском кладбище Ферикёй.
Имя основателя и первого президента «Галатасарая» носил стадион Али Сами Ен, построенный в 1964 году и располагавшийся в центре Стамбула, в районе Меджидиекёй, где футбольная команда проводила домашние матчи. Но в январе 2011 года «Галатасарай» перебрался на новую Тюрк Телеком Арену в стамбульском районе Сейрантепе, в то время как старый стадион был разрушен, а его территория отдана под строительство торгового центра.

## Достижения

### В качестве игрока
«Галатасарай» 
- Победитель Стамбульской футбольной лиги (3): 1908/09, 1909/10, 1910/11

## Личная жизнь
Али Сами Ен был женат на Фахрие Ен (родилась в ноябре 1900 и умерла 6 октября 2002 года).